# Cheiloneurus parvus
Cheiloneurus parvus är en stekelart som först beskrevs av Hayat 1980.  Cheiloneurus parvus ingår i släktet Cheiloneurus och familjen sköldlussteklar. Inga underarter finns listade i Catalogue of Life.